# Warsteiner (пивоваренная компания)

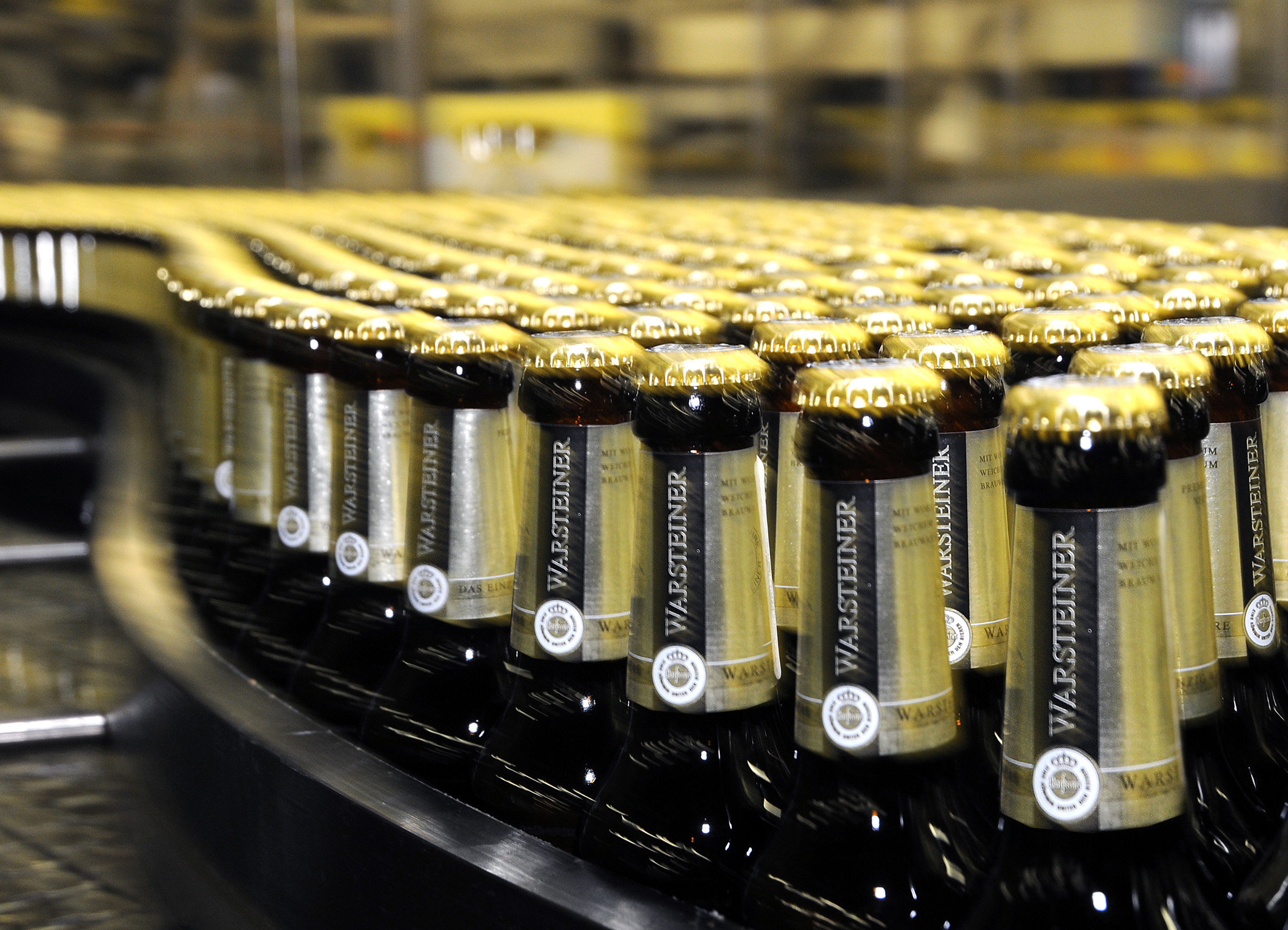
Бутылки пива Warsteiner на производственном конвейере

Warsteiner Brauerei Haus Cramer KG (нем.) — немецкий пивоваренный завод в городе Варштайн, основанный в 1753 году и управляемый до наших дней семейством Крамер.

## История
Пивоварня Варштайн была открыта в 1753 году в городе Варштайн местным крестьянином Антониусом Крамером, уплатившим в этом году налог за сваренное и проданное своё пиво в размере одного рейхсталера и 19 гульденов. Позднее пивоварню перенял его сын Иоганнес Витус Крамер. Производство пива в Варштайне было выгодно расположено  в самом центре города, что способствовало процветанию заведения. Однако в 1802 году Варштайн сильно пострадал от большого пожара, при котором сгорела и его пивоварня. В 1803 году она всё-таки была восстановлена на прежнем месте.
В 1884 году была проложена железнодорожная линия Мюнстер-Варштайн, и это дало сильный толчок развитию производства пива, так как предоставило возможность транспортировки больших объёмов этого напитка на дальние расстояния. В 1895 году на производстве устанавливается паровая машина, и в 1898 году компания Варштайн семейства Крамер вносится в германский государственный регистр производственных предприятий. К 1920 году производство напитков было модернизировано, и кроме собственно пива здесь выпускаются также лимонад и минеральная вода. С 1928 года начинает производиться сорт пива "пильс".
В 1984 году, при выпуске общего количества напитка более, чем в 2 миллиона гектолитров, фирма Варштайнер становится крупнейшим производителем пива Германии. При этом объёмы выпуска напитков здесь постоянно увеличиваются, в 1994 году это уже более 6 миллионов гектолитров. В 1974 году начинается строительство нового предприятия Варштайн, на южной окраине города, в лесной парковой зоне, и двумя годами позднее Альберт Крамер открывает "самую современную и большую пивоварню Европы". В 2008 году на этом новом предприятии произведено более 7 миллионов гектолитров напитков. В то же время отрицательное воздействие на продажи фирмы оказали распространившиеся в 1990 -е годы слухи о связях руководства компании с сектой сайентологии. Несмотря на многочисленные опровержения, это оказало негативное воздействие на имидж фирмы.
С  2006 года Warsteiner Brauerei Haus Cramer KG возглавляет Катарина Крамер (Catharina Cramer), младшая дочь Альберта Крамера.

## Производство
Предприятие Warsteiner Brauerei Haus Cramer KG в городе Варштайн является одним из основных работодателей и производств, здесь постоянно заняты 630 сотрудников, выпускающих в год продукции более чем на 400 миллионов евро (на 2018 год). В 2009 году фирма строит собственную электростанцию, обеспечивающую её новое предприятие электроэнергией и теплом. Пивоварня Варштайнер также вкладывает значительные суммы и оказывает поддержку культурному развитию города Варштайн.
В период с 2005 и по 2013 год фирма Warsteiner Brauerei Haus Cramer KG занималась продажами в Германии ирландского пива марок Guinness и Kilkenny. Она также владеет частью акций таких предприятий по выпуску пивной продукции, как * Herforder Brauerei (с 2007 года), Brauerei Frankenheim (с 2005 года), König Ludwig Schlossbrauerei Kaltenberg (участие с 2001 года), Paderborner Brauerei (с 1990 года).

## Продукция фирмы Варштайнер

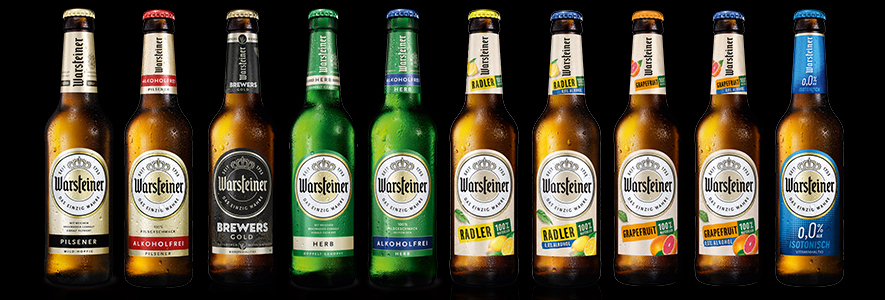
Ассортимент выпускаемых напитков

Фирмой Варштайнер производятся и распространяются в торговых сетях в настоящее время следующие напитки (на 2019 год):
- Premium Pilsener:, пиво типа «пильзенсккое».
- Herb:, горько-пряное.
- Herb Alkoholfrei, горько-пряное безалкогольное.
- Alkoholfrei:, безалкогольное «премиум».
- Radler Alkoholfrei:, безалкогольное радлер, состоящее из 60% безалкогольного пива и 40% лимонада.
- Lemon:, освежающий напиток, содержащий 50% сока лиметты.
- Weihnacht: сезонное зимнее янтарное крепкое пиво.
- Warsteiner Braumeister Edition:, неосветлённое хмельное пиво.
- Warsteiner Summer Breeze:, напиток, содержащий 80% пива Warsteiner и 20% лиметто-мятного добавления.
- Warsteiner Sunrise:, напиток, содержащий 80% пива Warsteiner и 20% добавления с содержанием текилы, апельсина и граната.
- Warsteiner Dunkel:, тёмное пиво, предназначенное исключительно для продаж в США под маркой Premium German Dunkel.

## Дополнения
- Warsteiner Brauerei
- Warsteiner Gruppe
- Warsteiner International